# 七福神あられ

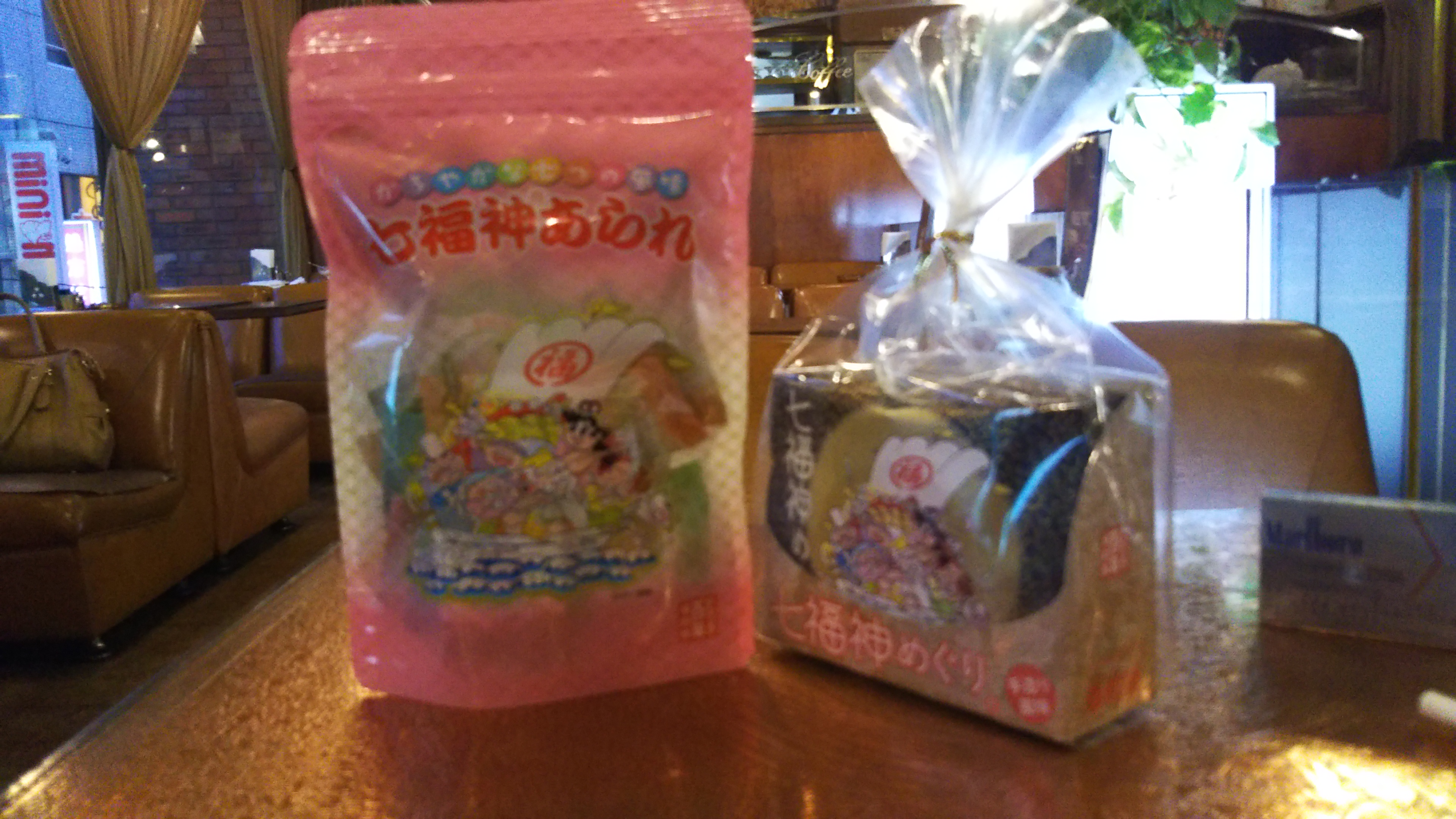
七福神あられ（左）と七福神めぐり

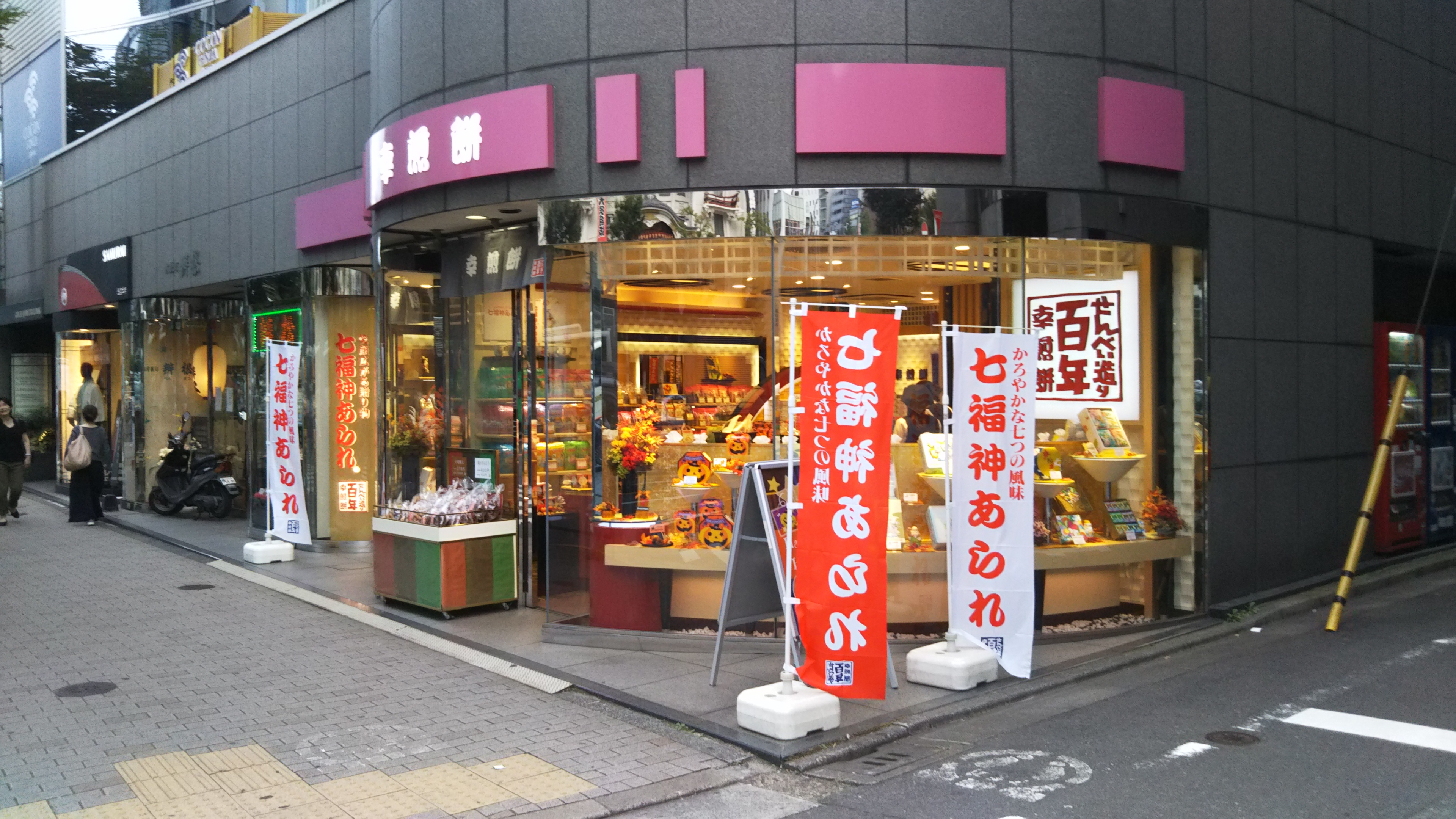
幸煎餅 銀座本店

七福神あられ（しちふくじんあられ）は、株式会社幸煎餅（群馬県前橋市)が製造・販売しているあられ。

## 概要
直径3～3.5cmの一口サイズの軽い食感の煎餅で、七福神にちなんだバラエティー豊かな7つの味が楽しめる。他にココア味もある。
様々な用途に答えられるように、袋入り、化粧箱入り、化粧缶入りなどがある。
株式会社幸煎餅が30年以上前から製造販売しており、群馬のお土産や贈答品として人気が高い。
2009年（平成11年）に化粧缶入りの商品が「モンドセレクション ブリュッセル2009」で最高金賞を受賞して以降、9年連続で最高金賞を受賞している。

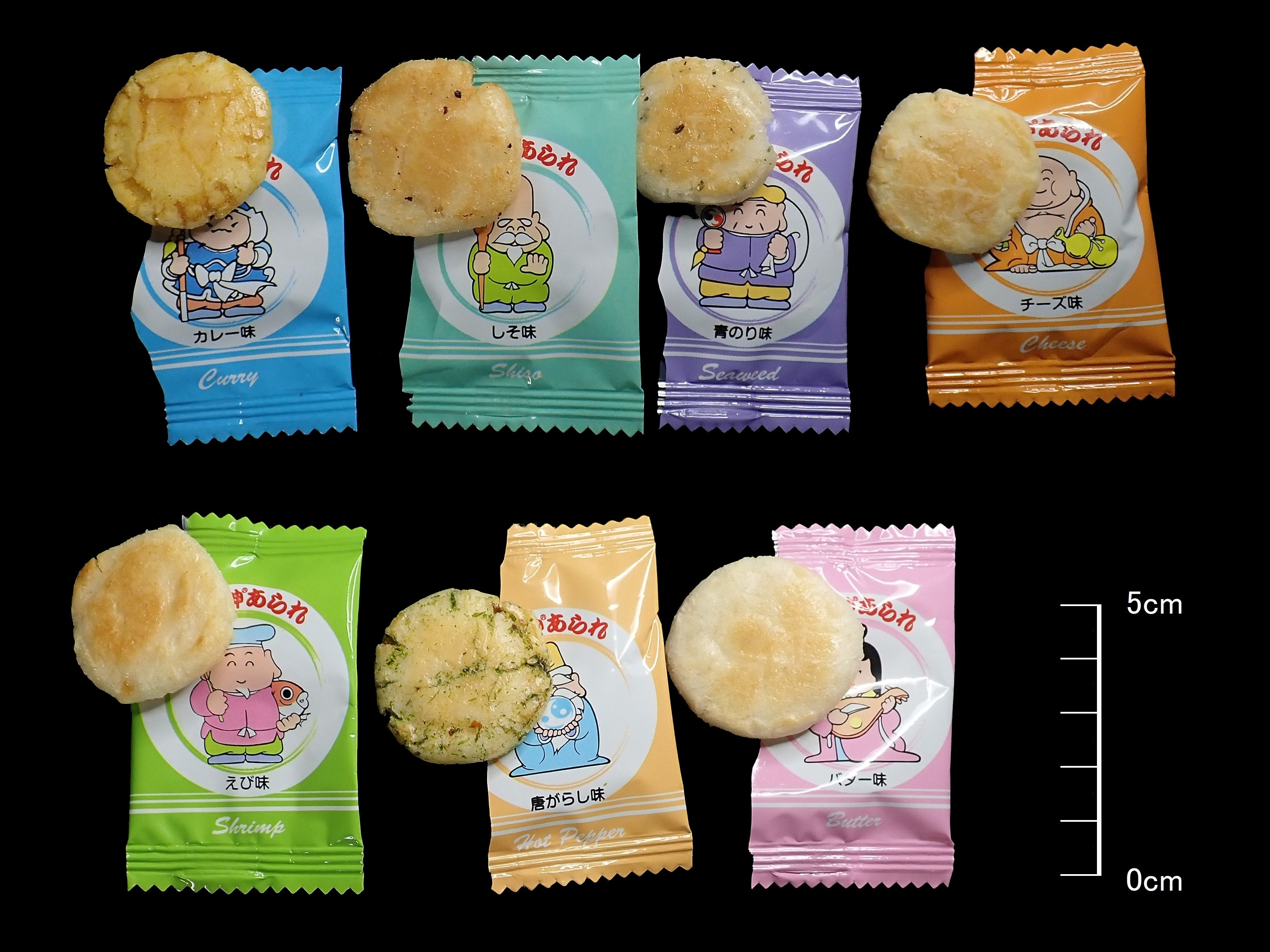
直径3～3.5cmの丸く平たい煎餅が小袋に1枚ずつ入っている。

味は以下の7種類。
- 恵比寿天 - えび味
- 大黒天 - 青のり味
- 福禄寿 - しそ味
- 弁財天 - バター味
- 寿老人 - 唐がらし味
- 布袋尊 - チーズ味
- 毘沙門天 - カレー味